# Колтун Юлій Борисович
Юлій Борисович Колтун (рос. Юлий Борисович Колтун; 12 жовтня 1945, Ленінград — 23 липня 2021, Гамбург) — радянський і російский режисер та фотограф. Член Спілки кінематографістів СРСР (з 1984 р.).

## Життєпис
Народився 12 жовтня 1945 року у Ленінграді в родині фотографа.
1974 року закінчив Ленінградський театральний інститут (ЛДІТМіК, відділення телевізійної режисури).
Працював на Ленінградському телебаченні. 1987 року через розбіжності з керівництвом був звільнений «за профнепридатність».
З 1988 року — режисер ЛСДФ.
З 1990 року — режисер кіностудії «Ленфільм».
У 1975—1987 роках створив для радянського телебачення понад 200 програм, дві телевистави «Особиста справа» і «Компроміс», 15 документальних фільмів, включно з відміченими на конкурсах, форумах та фестивалях.
1991 року емігрував до Німеччини, де пройшли 19 його фотовиставок.
З 2004 року співпрацював з компанією Bildschon Filmproduktion. 2009 року експериментальний фільм Колтуна «Дама з собачкою» (за однойменним оповіданням Чехова) брав участь у секції «Перспективи» 31-го Московського міжнародного кінофестивалю.
Помер 23 липня 2021 року у Гамбурзі в 75-річному віці.

## Фільмографія
Режисер
- 1985 — Переступити межу (рос. Переступить черту)
- 1991 — Лапа (рос. Лапа)
- 2009 — Нізвідки з любов'ю (рос. Ниоткуда с любовью) (29 хв.)
- 2009 — Дама з собачкою (рос. Дама с собачкой) (60 хв.)

Актор
- 1984  — Іван Павлов. Пошуки істини (рос. Иван Павлов. Поиски истины) — Микола Миколайович Нікітін
- 1995 — Полювання на жінку	(нім. Eine Frau wird gejagt) — власник бару

Асистент оператора
- 1967 — Подія, яку ніхто не помітив (рос. Происшествие, которого никто не заметил)